# Franz Babanitz
Franz Babanitz (* 24. September 1920 in Oberwaltersdorf; † 16. August 1991 in Neusiedl am See) war ein österreichischer Politiker (SPÖ) und burgenländischer Arbeiterkammerpräsident. Babanitz war verheiratet, von 1962 bis 1966 Abgeordneter zum Burgenländischen Landtag und von 1966 bis 1981 Abgeordneter zum Nationalrat.

## Ausbildung und Beruf
Babanitz wurde als Sohn des aus Großhöflein stammende Fabrikarbeiters Josef Babanitz geboren und besuchte nach der Volksschule in Oberwaltersdorf die Hauptschule in Guntramsdorf. Er war danach von 1934 bis 1940 als Landwirtschaftslehrling und Landarbeiter in verschiedenen bäuerlichen Betrieben tätig und wurde 1940 zum Reichsarbeitsdienst verpflichtet. Danach diente er in der Wehrmacht, wobei er in amerikanische Kriegsgefangenschaft geriet, aus der er 1946 zurückkehrte. Nach seiner Rückkehr war Babanitz von 1947 bis 1948 als Rohrarbeiter in der österreichischen Schilfrohrindustrie beschäftigt, danach wurde er 1948 Sekretär in der Landesleitung Burgenland der Gewerkschaft der Bau- und Holzarbeiter. 1957 übernahm er das Amt des Obmanns der Burgenländischen Gebietskrankenkasse, bevor er 1961 zum Präsidenten der Burgenländischen Arbeiterkammer aufstieg. Babanitz übte sein Amt als Präsident der Arbeiterkammer bis 1983 aus.

## Politik
Bereits 1948 wurde Babanitz Kammerrat der Burgenländischen Arbeiterkammer, daneben vertrat er die SPÖ vom 18. Dezember 1962 bis zum 27. April 1966 im Burgenländischen Landtag. Er wechselte danach in den Nationalrat, dem er ab dem 30. März 1966 angehörte. Am 30. Juni 1981 schied Babanitz durch Mandatsverzicht aus dem Nationalrat aus. Innerparteilich war er zudem als Bezirksausschussmitglied der SPÖ Neusiedl am See aktiv, 1962 übernahm er die Funktion des SPÖ-Bezirksparteiobmanns. Des Weiteren war Babanitz von 1961 bis 1983 Vorsitzender des ÖGB-Burgenland.

## Auszeichnungen
- 1970: Großes Silbernes Ehrenzeichen für Verdienste um die Republik Österreich[1]
- 1979: Großes Goldenes Ehrenzeichen für Verdienste um die Republik Österreich[2]